# Ōke (branches)

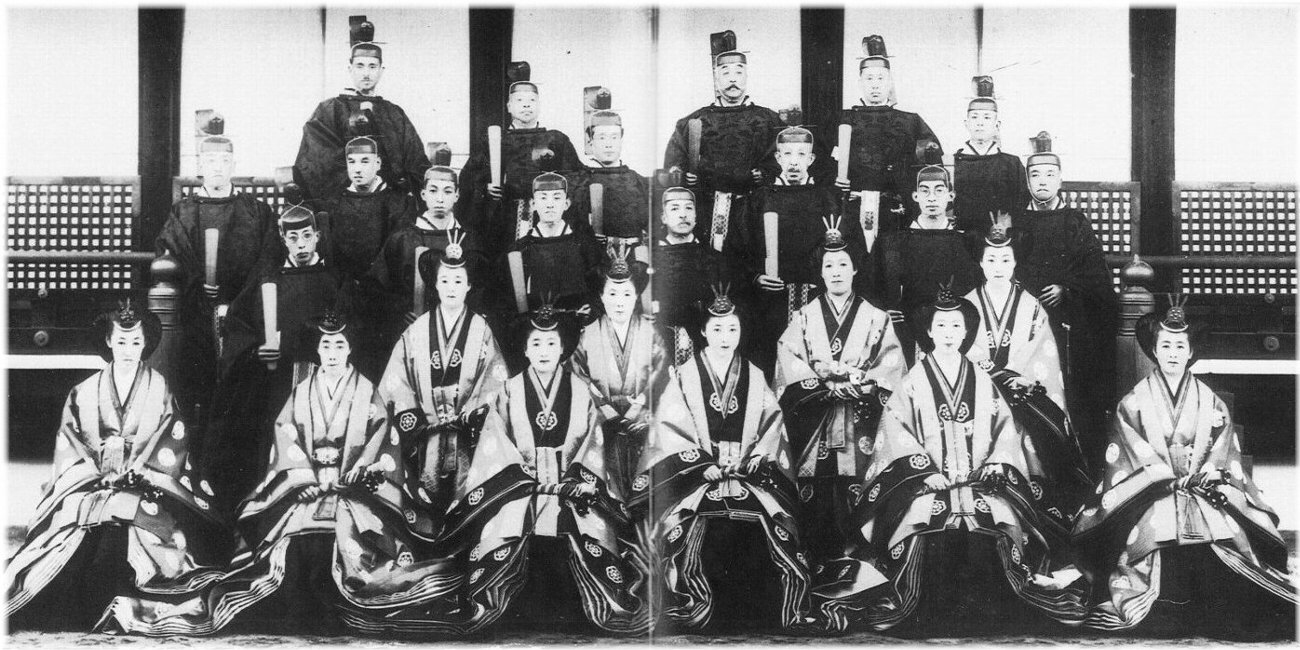
Tous les anciens membres de la famille impériale réunis au palais Kyōto-gosho.

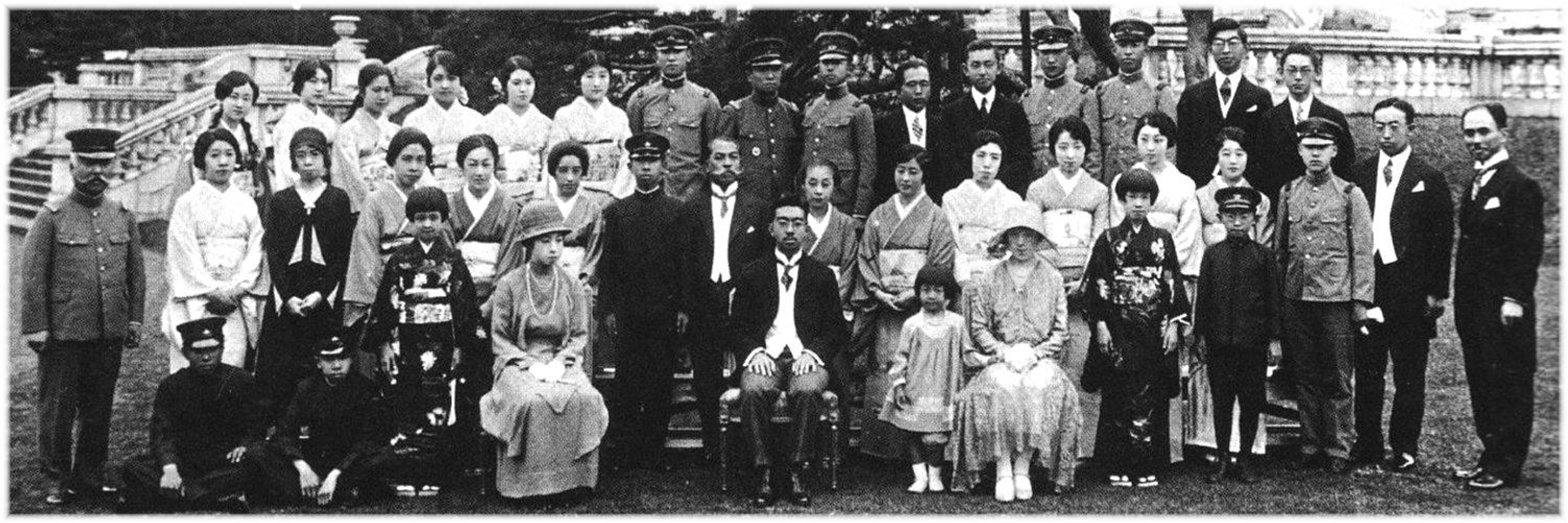
L'empereur Hirohito et des membres des Kyū-Miyake (familles de cadets royaux).

Les ōke (王家, littéralement : maisons princières) sont dix branches de la famille impériale japonaise issues de la maison Fushimi-no-miya. Toutes les ōke sauf une furent formées par des descendants du prince Fushimi Kuniie. Les ōke et toutes les autres branches de la famille impériale sont désanoblies par les forces américaines en 1947. Après cette date, seule la famille immédiate de l'empereur Hirohito et celles de ses trois frères restent membres de la famille impériale. Plusieurs chefs non officiels de ces familles existent cependant encore pour la plupart des ōke et sont énumérés ci-dessous.
Depuis quelques années, les conservateurs politiques ont proposé de restaurer ces anciennes branches pour permettre à la famille impériale d'adopter un membre mâle comme solution à la controverse sur la succession impériale japonaise.
Les ōke étaient, dans l'ordre de création :
- 梨本 : Nashimoto (éteinte en 1951)
- 久邇 : Kuni
- 山階 : Yamashina (éteinte en 1987)
- 華頂 : Kachō ou Kwachō (éteinte en 1924)
- 北白川 : Kitashirakawa (éteinte en 2018)
- 東伏見 : Higashifushimi ou Komatsu (小松) (éteinte en 1922)
- 賀陽 : Kaya
- 朝香 : Asaka
- 東久邇 : Higashikuni
- 竹田 : Takeda

Sauf indication contraire, tous les princes listés ci-dessous sont les fils des prédécesseurs.

## Nashimoto-no-miya
La maison Nashimoto-no-miya est fondée par le prince Moriosa, fils du prince Fushimi Sadayoshi (père du prince Fushimi Kuniie)
|   | Nom                                                                     | Année de naissance | Année de succession | Perte du titre | Mort | Notes                                                                                   |
| - | ----------------------------------------------------------------------- | ------------------ | ------------------- | -------------- | ---- | --------------------------------------------------------------------------------------- |
| 1 | Prince Nashimoto Moriosa 梨本宮 守脩親王, Nashi-no-miya Moriosa-shinnō) | 1819               | 1870                | .              | 1885 |                                                                                         |
| 2 | Prince Kikumaro Yamashina (山階宮菊麿王, Nashimoto-no-miya Kikumaro-ō)  | 1873               | 1885                | 1885           | 1908 | petit-neveu de Moriosa ; il renonce à son titre pour retourner dans la maison Yamashina |
| 3 | Prince Nashimoto Morimasa (梨本宮守正王, Nashimoto-no-miya Morimasa-ō)  | 1874               | 1885                | 1947           | 1951 | cousin de Kikumaro et quatrième fils de Kuni-no-miya Asahiko                            |

## Kuni-no-miya
La maison Kuni-no-miya est fondée par le prince Asahiko, quatrième fils du prince Fushimi Kuniie.
|   | Nom                                                                | Année de naissance | Année de succession | Perte du titre | Mort | Notes                       |
| - | ------------------------------------------------------------------ | ------------------ | ------------------- | -------------- | ---- | --------------------------- |
| 1 | Prince Kuni Asahiko (久邇宮 朝彦親王, Kuni-no-miya Asahiko shinnō) | 1824               | 1863                | .              | 1891 | devient shinnō en 1871      |
| 2 | Prince Kuniyoshi Kuni (久邇宮 邦彦王, Kuni-no-miya Kuniyoshi ō)    | 1873               | 1891                | .              | 1929 | père de l'impératrice Kōjun |
| 3 | Prince Asaakira Kuni (久邇宮 朝融王, Kuni-no-miya Asaakira ō)      | 1901               | 1929                | 1947           | 1959 |                             |
| 4 | Kuni Kuniaki (久邇 邦昭)                                           | 1929               | 1959                | .              | .    |                             |

## Yamashina-no-miya
La maison Yamashina-no-miya est fondée par le prince Akira, fils aîné du prince Fushimi Kuniie.
|   | Nom                                                                     | Année de naissance | Année de succession | Perte du titre | Mort |  |
| - | ----------------------------------------------------------------------- | ------------------ | ------------------- | -------------- | ---- |  |
| 1 | Prince Yamashina Akira (山階宮 晃親王, Yamashina-no-miya Akira shinnō)  | 1816               | 1864                | .              | 1898 |  |
| 2 | Prince Kikumaro Yamashina (山階宮 菊麿王, Yamashina-no-miya Kikumaro)   | 1873               | 1898                | .              | 1908 |  |
| 3 | Prince Takehiko Yamashina (山階宮 武彦王, Yamashina-no-miya Takehito-ō) | 1898               | 1908                | 1947           | 1987 |  |

La maison Yamashina-no-miya s'éteint après la mort de Takehiko Yamashina.

## Kachō no-miya
La maison Kachō-no-miya (ou Kwachō-no-miya) est fondée par le prince Hirotsune, fils du prince Fushimi Kuniie.
|   | Nom                                                                     | Année de naissance | Année de succession | Perte du titre | Mort |
| - | ----------------------------------------------------------------------- | ------------------ | ------------------- | -------------- | ---- |
| 1 | Prince Kachō Hirotsune (華頂宮博経親王, Kachō-no-miya Hirosune shinnō)  | 1851               | 1868                | .              | 1876 |
| 2 | Prince Kachō Hiroatsu (華頂宮博厚親王, Kachō-no-miya Hiroatsu shinnō)   | 1875               | 1876                | .              | 1883 |
| 3 | Prince Fushimi Hiroyasu (華頂宮博恭親王, Kachō-no-miya Hiroyasu-shinnō) | 1875               | 1883                | 1904           | 1946 |
| 4 | Prince Kachō Hirotada (華頂宮博忠王, Kachō-no-miya Hirotada-ō)          | 1902               | 1904                | .              | 1924 |
| X | Marquis Kachō Hironobu (華頂博信, Kachō Hironobu)                       | 1905               | 1924                | 1947           | 1970 |

La maison Kachō-no-miya s'éteint après la mort de Kachō Hirotada. La lignée survit cependant à travers le système de pairie kazoku avec Kachō Hironobu.

## Kitashirakawa-no-miya
La maison Kitashirakawa-no-miya est fondée par le prince Satonari, treizième fils du prince Fushimi Kuniie.
|   | Nom                                                                                        | Année de naissance | Année de succession | Perte du titre | Mort | Notes                              |
| - | ------------------------------------------------------------------------------------------ | ------------------ | ------------------- | -------------- | ---- | ---------------------------------- |
| 1 | Prince Kitashirakawa Satonari (北白川宮 智成親王, Kitashirakawa-no-miya Satonari shinnō)   | 1844               | 1872                | .              | 1872 |                                    |
| 2 | Prince Kitashirakawa Yoshihisa (北白川宮 能久親王, Kitashirakawa-no-miya Yoshihisa-shinnō) | 1847               | 1872                | .              | 1895 | frère du précédent                 |
| 3 | Prince Naruhisa Kitashirakawa (北白川宮 成久王, Kitashirakawa-no-miya Naruhisa-ō)          | 1887               | 1895                | .              | 1923 |                                    |
| 4 | Prince Nagahisa Kitashirakawa (北白川宮 永久王, Kitashirakawa-no-miya Naruhisa-ō)          | 1910               | 1923                | .              | 1940 |                                    |
| 5 | Prince Michihisa Kitashirakawa (北白川宮 道久王, Kitashirakawa-no-miya Michihisa-ō)        | 1937               | 1940                | 1947           | 2018 | Kitashirakawa Michihisa après 1947 |

La maison Kitashirakawa-no-miya s'éteint à la mort de Kitashirakawa Michihisa en 2018.

## Higashifushimi-no-miya / Komatsu-no-miya
La maison Higashifushimi-no-miya est fondée par le prince Yoshiaki, septième fils du prince Fushimi Kuniie.
|   | Nom | Année de naissance | Année de succession | Perte du titre | Mort   | Notes                                                  |
| - | --- | ------------------ | ------------------- | -------------- | ------ | ------------------------------------------------------ |
| 1 | Prince Higashifushimi Yoshiaki (東伏見宮 嘉彰親王, Higashifushimi no miya Yoshiaki-shinnō) Prince Komatsu Akihito (小松宮 彰仁親王, Komatsu-no-miya Akihito-shinnō) | 1846 X             | 1867 1872           | 1872 .         | X 1903 | change de nom en 1872                                  |
| 2 | Prince Higashifushimi Yorihito (東伏見宮 依仁親王, Higashifushimi no miya Yorihito-ō)                                                                               | 1876               | 1903                | .              | 1922   | frère du précédent revient à son nom de Higashifushimi |

En 1931, l'empereur Hirohito ordonne à son beau-frère, le prince Kuni Kunihide, de renoncer à son statut de membre de la famille impériale pour devenir le comte Higashifushimi Kunihide (hakushaku), afin de sauver la maison Higashifushimi de l'extinction. La princesse douairière Higashifushimi Kaneko devient roturière le 14 octobre 1947 et meurt en 1955.

## Kaya-no-miya
La maison Kaya-no-miya est fondée par le prince Kuninori, second fils du prince Kuni Asahiko (premier Kuni-no-miya, voir ci-dessus)
|   | Nom                                                                | Année de naissance | Année de succession | Perte du titre | Mort | Notes                                             |
| - | ------------------------------------------------------------------ | ------------------ | ------------------- | -------------- | ---- | ------------------------------------------------- |
| 1 | Prince Kaya Kuninori (賀陽宮 邦憲王, Kaya-no-miya Kuninori shinnō) | 1867               | 1896                | .              | 1909 | Kaya-no-miya est un titre personnel jusqu'en 1900 |
| 2 | Kaya Tsunenori (賀陽宮 恒憲王,Kaya-no-miya Tsunenori-ō)            | 1900               | 1909                | 1947           | 1978 | Juste Kaya Tsunenori après 1947                   |
| 3 | Prince Kaya Nobuhiko (賀陽宮 信彦王, Kaya-no-miya Nobuhiko-ō)      | 1922               | 1978                | .              | 1986 |                                                   |
| 4 | Kaya Harunori (賀陽 治憲)                                          | 1926               | 1987                | .              | 2011 | frère de Nobuhiko ; diplomate de carrière         |
| 5 | Kaya Masanori (賀陽 文憲)                                          | 1959               | 2011                | .              | .    | neveu d'Harunori ; diplomate de carrière          |

## Asaka-no-miya
La maison Asaka-no-miya est fondée par le prince Yasuhiko, huitième fils du prince Kuni Asahiko.
|   | Nom                                                             | Année de naissance | Année de succession | Perte du titre | Mort |
| - | --------------------------------------------------------------- | ------------------ | ------------------- | -------------- | ---- |
| 1 | Prince Yasuhiko Asaka (朝香宮 鳩彦王, Asaka-no-miya Yasuhiko-ō) | 1887               | 1906                | 1947           | 1981 |
| X | Asaka Takahiko                                                  | 1912               | 1981                | .              | 1994 |
| X | Asaka Tomohiko                                                  | 1944               | 1994                | .              |      |

## Higashikuni-no-miya
La maison Higashikuni-no-miya est fondée par le prince Naruhiko, neuvième fils du prince Kuni Asahiko.
|   | Nom                                                                           | Année de naissance | Année de succession | Résigné en | Mort  | Notes                                    |
| - | ----------------------------------------------------------------------------- | ------------------ | ------------------- | ---------- | ----- | ---------------------------------------- |
| 1 | Prince Naruhiko Higashikuni (東久邇宮 稔彦王, Higashikuni-no-miya Naruhiko-ō) | 1887               | 1906                | 1947       | 1990  |                                          |
| X | Prince Morihiro Higashikuni (東久邇宮 盛厚王, Higashikuni no miya Morihiro ō) | 1916               | 1947                | .          | 1969. |                                          |
| 2 | Prince Higashikuni Nobuhiko (東久邇宮 信彦王, Higashikuni-no-miya Nobukiko-ō) | 1945               | 1990                | .          | 2019  | petit-fils de Naruhiko, fils de Morihiro |
| 3 | Higashikuni Yukihiko (東久邇征彦)                                             | 1973               | 2019                | .          | .     | fils de Nobuhiko                         |

Le prince Higashikuni Nobuhiko devient simplement Higashikuni Nobuhiko en 1947 après l'abolition de l'aristocratie japonaise durant l'occupation américaine.

## Takeda-no-miya
La maison Takeda-no-miya est fondée par le prince Tsunehisa, fils aîné du prince Kitashirakawa Yoshihisa (second Kitashirakawa-no-miya).
|   | Nom                                                                   | Année de naissance | Année de succession | Perte du titre | Mort |
| - | --------------------------------------------------------------------- | ------------------ | ------------------- | -------------- | ---- |
| 1 | Prince Tsunehisa Takeda (竹田宮 恒久王, Takeda-no-miya Tsunehisa-ō)   | 1882               | 1906                | .              | 1919 |
| 2 | Prince Tsuneyoshi Takeda (竹田宮 恒徳王, Takeda-no-miya Tsuneyoshi-ō) | 1909               | 1919                | 1947           | 1992 |
| 3 | Prince Tsunetada Takeda (竹田 恒正, Takeda-no-miya Tsunetada-ō)       | 1940               | 1992                | .              | .    |

## Proposition de restauration
En janvier 2005, Le Premier ministre Junichiro Koizumi réunit un groupe de dix experts de différents domaines pour discuter de la loi de succession et d'un moyen pour assurer une succession stable à la famille impériale. À ce moment, aucun héritier mâle n'était né dans la famille impériale depuis quarante ans, ce qui faisait qu'il n'y avait personne pour succéder au prince héritier Naruhito après qu'il fut devenu empereur. Le groupe recommanda d'accorder un droit de succession aux femmes et à leurs descendants, que le premier enfant, garçon ou fille, devienne prioritaire à la succession, et que les membres féminins de la famille qui épousent des roturiers soient autorisés à conserver leur statut de membre de la famille impériale. Itsuo Sonobe, vice-président du groupe et ancien membre de la Cour suprême, affirma plus tard que la préoccupation première du groupe était de trouver n'importe quelle solution pour gagner le soutien du peuple.
Les sondages d'opinion des médias montrent une écrasante majorité pour une réforme, mais la solution proposée rencontre une vive opposition de la part des conservateurs, qui affirment que la préservation de la lignée mâle est impérative pour assurer que les liens de sang impériaux chromosome Y (que seuls portent les mâles) seront bien transmis aux générations suivantes d'empereurs, préservant ainsi une lignée prétendument ininterrompue depuis l'Antiquité. Tsuneyasu Takeda, membre de l'ancienne maison Takeda-no-miya et auteur du livre intitulé La Vérité non dite des membres de la famille impériale proposa de maintenir la lignée mâle en restaurant les anciennes maisons princières ou en autorisant les membres de la famille impériale à adopter des mâles de ces familles. Bien que Takeda ait écrit que les hommes devaient se sentir responsables du maintien de la maison impériale, il déclara qu'il trouverait cela difficile si on lui demandait de jouer ce rôle lui-même. Selon Takeda, les chefs des anciennes branches familiales se sont mis d'accord fin 2004, juste avant que le groupe d'experts de Koizumi ne commence ses discussions, pour ne pas parler du problème et certains d'entre eux lui ont dit de « ne pas s'impliquer dans des affaires politiques ». Les opposants à la restauration des anciennes branches familiales, comme le politicien libéral Yōichi Masuzoe du Parti démocrate, arguent que cela favoriserait des membres de familles liés par le sang aux empereurs d'autrefois au détriment de femmes contemporaines descendantes des souverains plus récents.
Durant une série d'audiences sur le problème de la succession début 2012, Yoshiko Sakurai et Akira Momochi, des membres conservateurs du groupe d'experts, rejettent la proposition que les membres féminins de la famille impériale soient autorisés à conserver leur statut après leur mariage avec des roturiers et à créer de nouvelles branches de la famille impériale, et suggèrent plutôt de réformer la loi de la maison impériale pour que les descendants mâles des anciennes familles impériales qui ont été privés de leur statut en 1947 soient autorisés à retourner dans la famille impériale comme adoptés. Une autre proposition est de restaurer les quatre anciennes branches impériales shinnōke, une solution à laquelle s'oppose le gouvernement sur la base que cela ne rapporterait pas le soutien public. Des sources au sein du gouvernement affirmèrent dans le journal Yomiuri Shinbun en mai 2012 que la suggestion de restaurer les hommes des anciennes maisons princières comme membres de la famille impériale après adoption était inattendue.

## Source de la traduction
- (en) Cet article est partiellement ou en totalité issu de l’article de Wikipédia en anglais intitulé « Ōke » (voir la liste des auteurs).